# Corydalis zetterlundii
Corydalis zetterlundii är en vallmoväxtart som beskrevs av M. Lidén. Corydalis zetterlundii ingår i släktet nunneörter, och familjen vallmoväxter. Inga underarter finns listade i Catalogue of Life.